# 福克兰海峡

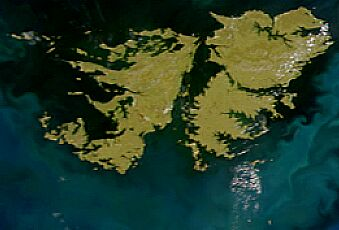
福克兰海峡

福克兰海峡，又称圣卡洛斯海峡，是福克兰群岛中的一个海峡，位于西福克兰岛与东福克兰岛之间。长约80公里，宽约2-32公里。

## 地理
该海峡中有天鹅群岛等岛屿。